# Marco Annio Herennio Polión
Marco Annio Herennio Polión (en latín, Marcus Annius Herennius Pollio) fue un senador romano de finales del siglo I, que desarrolló su carrera política bajo Nerón y la dinastía Flavia.

## Carrera política
Su único cargo conocido fue el de consul suffectus entre los meses de julio y agosto de 85, bajo Domiciano, junto con su padre Publio Herennio Polión.